# Саратовская агломерация
Сара́товская или Сара́товско-Э́нгельсская агломера́ция имеет численность населения около 1,3 миллиона человек; по данным на 2007 год в ней проживало более 40 % населения Саратовской области.
Характеризуется значительной долей второго города в агломерации (Энгельс). Является одним из межрегиональных центров социально-экономического развития и притяжения Поволжья, уступая другим поволжским агломерациям-миллионерам по размеру и развитию. В советское время планировалось, что население Саратова достигнет миллиона жителей, однако этого до сих пор не произошло.
В состав агломерации входят, помимо собственно городского округа Саратова, территории Красноармейского, Татищевского и Энгельсского муниципальных районов региона.

## Объединение Саратова и Энгельса

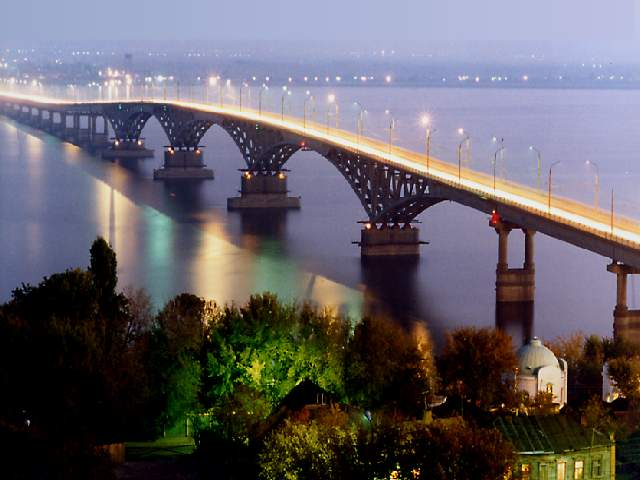
Саратовский мост, соединяющий Саратов и Энгельс

Идея слияния Саратова и Энгельса была предложена в начале 1980-х годов. Тогда она имела ряд преимуществ: население новообразованного города превысило бы миллион человек, что дало бы право на повышенные нормы снабжения товарами и строительство метрополитена. Однако эта идея так и не была реализована.
В постсоветское время, в связи с упразднением плановой экономики, эти нормативные выгоды были формально утрачены, и преимущества объединения для многих теперь неочевидны, однако вопрос был поставлен вновь. В то же время есть менее радикальные предложения укрупнить Саратов до статуса города-миллионера без включения Энгельса.
По словам одного из вдохновителей этой идеи, Александра Сидоренко, и в настоящее время «города-миллионники финансируются по-другому» (например, на дорожное строительство), а крупные транснациональные и федеральные торговые, сервисные и девелоперские отдают им первоочередное предпочтение. Кроме того, по его словам, удачное переименование Саратова с Энгельсом (например, в «Гагарин») также обеспечит городу приток инвестиций, а также туристический и строительный бум.
20 декабря 2007 года депутатами Саратовской думы было отклонено предложение о проведении референдума по вопросу объединения Саратова и Энгельса. Причиной послужило то, что в вопросе референдума было заложено, по сути дела, два вопроса: об объединении и названии, в то время как вопрос должен быть поставлен так, чтобы ответом на него могли быть слова «да» и «нет».
Идею объединения не одобряют власти Энгельса, статус которых в таком случае будет понижен до районного.
В настоящее время города имеют общую инфраструктуру: общими являются энергосети, информационные и оптоволоконные линии, дамбы, общая окружная автодорога. Имеется общая троллейбусная система (с 2004 по 2021 год она была разъединена из-за технических проблем). Кроме того, официальных карт Саратова и Энгельса в отдельности с 2001 года не выпускается.

## Проект 2017 года
В начале 2017 года руководство Саратовской области представило план по развитию Саратовской агломерации. Согласно презентации, которую представил Российский институт градостроительства и инвестиционного развития «Гипрогор», в состав агломерации будут входить города Саратов и Энгельс, а также Саратовский, Татищевский и Энгельсский районы, а население будет составлять более 1,2 млн человек — около 50 % жителей Саратовской области.
14 марта 2017 года создан Координационный совет по развитию Саратовской агломерации.
28 апреля 2017 года руководители муниципальных образований (городской округ Саратов и муниципальные районы Саратовский, Энгельсский и Татищевский) подписали соглашение о взаимном сотрудничестве по вопросам развития Саратовской агломерации.
Параметры агломерации
- Площадь — 7639,15 км²
- Население — 1 274 829 чел. (53.45 % населения Саратовской области)
- Плотность — 166.88 чел/км²

## Проект 2020—2030
В апреле 2020 года между Фондом ДОМ.РФ, правительством Саратовской области, администрациями города Саратова, Саратовского, Татищевского, Энгельского муниципальных районов было заключено соглашение о сотрудничестве в сфере развития территории Саратовской области. Стороны обязались сотрудничать в целях разработки Стратегии пространственного и социально-экономического развития Саратовской агломерации до 2030 года.
В мае того же года Фонд ДОМ.РФ определил победителя конкурса на разработку стратегии. Победителем был признан консорциум из 4 организаций — фондов «Центр стратегических разработок», "Центр стратегических разработок «Северо-Запад» и компаний «Центр экономики инфраструктуры», «МЛА+СПб».
Методология выполнения работ будет основана на положениях Стандарта комплексного развития территорий. Финансирование работ будет осуществлено за счёт средств Фонда ДОМ.РФ.
По мнению гендиректора ДОМ.РФ Виталия Мутко, Саратовскую агломерацию отличает уникальное географическое расположение и исторически сложившееся взаимодействие между муниципалитетами. Реализация стратегии, по словам Мутко, позволит создать современные точки притяжения для жителей, бизнеса и туристов, что положительно отразится и на экономике Саратовской области.
В апреле 2021 года рамочная концепция пространственного и социально-экономического развития Саратовской агломерации до 2030 года была утверждена на заседании Градостроительного совета Саратовской области под председательством губернатора В. В. Радаева.

## Состав

### Согласно Схеме территориального планирования Саратовской области (2021 года)
Согласно Схеме территориального планирования Саратовской области (2021 года) в состав Саратовской агломерации входят следующие муниципальные образования (существовавшие на момент утверждения данной Схемы территориального планирования):
В границы агломерации отнесены территории следующих муниципальных образований:
| Муниципальное образование           | территория км² | население (перепись 2021) |
| ----------------------------------- | -------------- | ------------------------- |
| Городской округ Саратов             | 1081,62        | 913 035                   |
| Саратовский муниципальный район     | 1253,85        | 39 034                    |
| Энгельсский муниципальный район:    |                |                           |
| - Городское поселение город Энгельс | 184,346        | 263 704                   |
| - Красноярское сельское поселение   | 871,865        | 12 633                    |
| - Новопушкинское сельское поселение | 342,114        | 16 182                    |
| - Терновское сельское поселение     | 671,402        | 7 548                     |
| Татищевский муниципальный район:    |                |                           |
| - Татищевское городское поселение   | 59,16          | 7 235                     |
| - Сторожевское сельское поселение   | 223,59         | 5 307                     |
| Городской округ посёлок Светлый     | 3,491          | 12 702                    |
| ВСЕГО:                              | 4691,438       | 1 277 380                 |

Специально выделяется ядро агломерации:
| Муниципальное образование            | территория км² | население (перепись 2021) |
| ------------------------------------ | -------------- | ------------------------- |
| Городской округ Саратов              | 1081,62        | 913 035                   |
| Энгельсский муниципальный район:     |                |                           |
| - Городское поселение город Энгельс  | 184,346        | 263 704                   |
| Саратовский муниципальный район:     |                |                           |
| - Александровское сельское поселение | 96,07          | 7 070                     |
| - Расковское сельское поселение      | 126,39         | 3 538                     |
| - Соколовское городское поселение    | 60,96          | 4 937                     |
| ВСЕГО:                               | 1549,386       | 1 192 284                 |

### Согласно Соглашению от 28 апреля 2017 года
Соглашением от 28 апреля 2017 создана Саратовская агломерация. Агломерация создана в границах участвующих в соглашении следующих муниципальных образований Саратовской области:
| Муниципальное образование           | территория км² | население (перепись 2021) |
| ----------------------------------- | -------------- | ------------------------- |
| Городской округ Саратов             | 1081,62        | 913 035                   |
| Саратовский муниципальный район     | 1253,85        | 39 034                    |
| Татищевский муниципальный район     | 2077,62        | 28 258                    |
| Энгельсский муниципальный район     | 3232,52        | 309 207                   |
| Красноармейский муниципальный район | 3328,60        | 41 501                    |
| ВСЕГО:                              | 10 974,21      | 1 331 035                 |

С 1 января 2022 года Саратовский район был упразднён и включён в состав городского округа Саратов.